# Thomas Heeremans

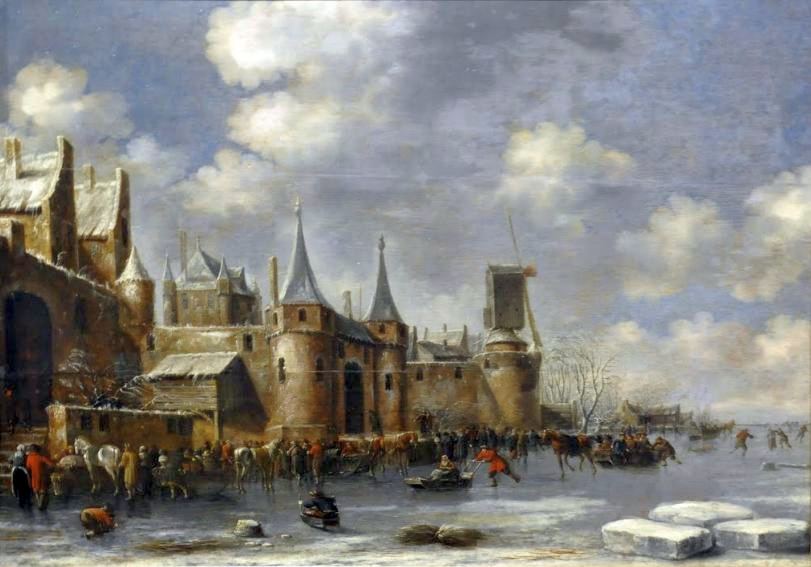
Łyżwiarze pod murami miasta, Warszawa

Thomas Heeremans (ochrzczony 29 maja 1641 w Haarlemie, pochowany 24 stycznia 1694 tamże) – holenderski malarz, pejzażysta i grafik.
Artysta całe życie związany z Haarlemem, gdzie od 1664 był członkiem tamtejszej gildii św. Łukasza. Jego nauczycielem był Caesar van Everdingen.
Thomas Heeremans malował przede wszystkim pejzaże miejskie, przedstawiał widoki kanałów, ślizgawki, czasami wybrzeże morskie w Scheveningen. W Muzeum Narodowym w Warszawie znajdują się jego dwa obrazy: Łyżwiarze pod murami miasta i Brzeg morski w Scheveningen.